# Episodi di McMillan e signora (quarta stagione)
Questa voce contiene trame, dettagli e crediti dei registi e degli sceneggiatori della quarta stagione della serie televisiva McMillan e signora.
Negli Stati Uniti, la serie andò in onda sulla NBC dal 29 settembre 1974 al 16 febbraio 1975.
| n° | Titolo originale        | Titolo italiano                   | Prima TV USA      | Prima TV Italia |
| -- | ----------------------- | --------------------------------- | ----------------- | --------------- |
| 1  | Downshift to Danger     | Scalando marcia verso il pericolo | 29 settembre 1974 | 24 maggio 1981  |
| 2  | The Game of Survival    |                                   | 20 ottobre 1974   |                 |
| 3  | Buried Alive            |                                   | 10 novembre 1974  |                 |
| 4  | Guilt by Association    |                                   | 8 dicembre 1974   |                 |
| 5  | Night Train to L.A.     |                                   | 19 gennaio 1975   |                 |
| 6  | Love, Honor and Swindle |                                   | 16 febbraio 1975  |                 |